# Општина Тарнова (Караш-Северин)
Тарнова (рум. Târnova) општина је у Румунији у округу Караш-Северин.
Oпштина се налази на надморској висини од 338 m.